# Třída Jugurtha
Třída Jugurtha je třída oceánských hlídkových lodí tuniského námořnictva. Jedná se o plavidla typu MOPV 1400 (Multi Service Offshore Patrol Vessel) nizozemské loděnice Damen Group. Celkem byly objednány čtyři jednotky této třídy. Dodány byly roku 2018.

## Stavba
Stavba čtyř oceánských hlídkových lodí této třídy byla Tuniskem objednána roku 2016 u nizozemské loděnice Damen Group. Stavbu zajistila pobočka loděnice Damen v rumunském Galați. Slavnostní první řezání oceli na první pár lodí proběhlo v prosinci 2016. Plavidla byla dodána roku 2018.
Jednotky třídy Jugurtha:
| Jméno             | Spuštěna | Vstup do služby    | Status  |
| ----------------- | -------- | ------------------ | ------- |
| Jugurtha (P610)   |          | březen 2018        | aktivní |
| Syphax (P611)     |          | 25. června 2018    | aktivní |
| Hannon (P612)     |          | 17. srpna 2018     | aktivní |
| Sophonisbe (P613) |          | 15. listopadu 2018 | aktivní |

## Konstrukce
Plavidla mají příď typu Axe Bow, zlepšující nautické vlastnosti menších plavidel na rozbouřeném moři. Plavidla jsou vybavena dvěma vodními děly na můstku. Plavidla jsou vybavena modulárním prostorem pro specializované vybavení (Multi-Mission Bay), jehož součástí je 9metrový člun RHIB. Na zádi se nachází přistávací plocha s hangárem pro vrtulník, nebo bezpilotní prostředek. Pohonný systém tvoří dva diesely Caterpillar, každý o výkonu 4730 hp, pohánějící dva lodní šrouby. Manévrovací schopnosti zlepšují jeden příďový dokormidlovací zařízení. Nejvyšší rychlost dosahuje 20 uzlů.
Třetí jednotka Hannon se od svých předchůdců liší absencí přistávací plochy pro vrtulník.